# Грибово (Владимирская область)
Грибово — деревня в Петушинском районе Владимирской области, входит в состав Петушинского сельского поселения.

## География
Деревня расположена в 5 км на северо-запад от райцентра города Петушки, рядом с деревней находится Грибовское озеро.

## История
В конце XIX — начале XX века деревня входила в состав Жаровской волости Покровского уезда Владимирской губернии, с 1921 года — в составе Орехово-Зуевского уезда Московской губернии, с 1924 года — в составе Аннинской волости. В 1859 году в деревне числилось 20 дворов, в 1905 году — 27 дворов, в 1926 году — 45 дворов.
С 1929 года деревня являлась центром Грибовского сельсовета Петушинского района Московской области, с 1941 года — в составе Аннинского сельсовета, с 1944 года — в составе Владимирской области, с 1954 года — в составе Петушинского сельсовета, с 2005 года — в составе Петушинского сельского поселения.

## Население
| 1859 | 1905 | 1926 | 2002 | 2010 | 2021 |
| ---- | ---- | ---- | ---- | ---- | ---- |
| 121  | ↗175 | ↗203 | ↘53  | ↘44  | ↗93  |